# 2007年山西新窑矿难
2007年山西新窑矿难，是指2007年12月5日23时11分（UTC＋8时），中国山西省临汾市洪洞县左木乡红光村新窑煤矿发生的瓦斯爆炸事故，共造成104人遇难，15人受伤。
新窑煤矿为乡镇矿，六证齐全，核定生产能力为年产21万吨，批准开采2、3号煤层，但其非法越层开采9号煤层，亦在9号煤层发生爆炸。事故后矿方盲目组织抢救，至次日5时才上报，贻误了抢救时机，扩大了伤亡情况。公安部已发出B级通缉令，缉捕矿主和实际控制人，并控制了33名有关责任人。